# Halfway (Oregon)
Halfway – miasto w Stanach Zjednoczonych, we wschodniej części stanu Oregon, w hrabstwie Baker.